# Cassandra Schütt
Cassandra Schütt (* 13. Dezember 1993 in Nürnberg, Bayern) ist eine deutsche Musical-Darstellerin und Synchronsprecherin.

## Leben und Karriere
Cassandra Schütt ist das älteste von fünf Geschwistern. Nachdem sie schon in frühen Jahren ihre musikalische Ausbildung (Violine, Klavier, Gitarre) begonnen hatte, übernahm sie im Alter von 18 Jahren 2011 ihre erste Hauptrolle in der Uraufführung von „Christa – eine Nürnberger Weihnachtsgeschichte“ beim Stadtmusical Nürnberg. Im folgenden Jahr konnte Schütt einen 1. Bundespreis, Jugend Musiziert in der Sparte Musical, erringen, sowie einen 2. Platz des seinerzeit neu ausgerufenen „Musical StarT“-Wettbewerbs. Daran schloss ein Vorbereitungsjahr am Act Center Nürnberg an.
Im Jahr 2013 bestand Schütt das Aufnahmeverfahren für den Studiengang „Musikalisches Unterhaltungstheater“ an der KONS Universität (heute MuK) Wien. Nach erfolgreichem Abschluss des Studiums (Bachelor of Arts) folgten unter anderem Engagements in Karlsruhe, Graz und Chemnitz. Seit 2021 ist die Darstellerin weiterhin als Sprecherin im Bereich Game-Lokalisation für die Synthesis Germany Studios (Keywordsgruppe) tätig.
Seit 2020 lebt Schütt in Hamburg.

## Engagements (Auswahl)
- 2018:  Emil und die Detektive, Städtische Theater Chemnitz
- 2018: Hochzeit mit Hindernissen, Städtische Theater Chemnitz
- 2019: Tinder, Kammertheater Karlsruhe
- 2020: Alice im Wunderland, theaterhagen
- 2020: Hair, Küchwaldbühne Chemnitz
- 2020: Pünktchen und Anton, Oper Graz